# 琴浦地区
琴浦地区（ことうらちく）は、岡山県倉敷市児島地域にある地区である。かつての児島郡琴浦町（ことうらちょう）に相当する。
現在の琴浦中学校区にあたる。

## 概要
児島の東南部にあたり、地区北部は丘陵地で、由加山を有し、南部は瀬戸内海に面している。南部を東西に国道430号が走り、国道沿いや周辺に市街地が形成されている。
古くは綿産業と由加山蓮台寺の門前の港町として繁栄、近現代は繊維業・被服業が地場産業となり、学生服・作業服・デニムの産地として国内有数の地区となった。
瀬戸大橋の開通前の本四備讃線（瀬戸大橋線） 茶屋町駅 - 児島駅間暫定開業時に、当地区内に上の町駅が設置された。

## 地域

### 上の町・下の町
琴浦町に合併する以前は、鴻村（こうのそん、こうそん）だった地区。上の町（かみのちょう）が山寄り、下の町（しものちょう）がその南側で海寄りの町となる。現在はおおむね倉敷市立琴浦西・琴浦南小学校区。
上の町は、かつては上村と呼ばれ、古くは『吉備温故秘録』という文献にその名が記されている。元々は農村であるが、由加山が信仰を集めだすと、西参道入口にある上村は参道口の門前町として多くの参詣者で賑わった。
一方、海側の下の町もかつては下村と呼ばれ、『吉備温故秘録』に記されている。江戸時代には海岸沿いに綿畑が多く存在し、綿の産地として栄えた。綿売買のための船着場も賑わい、港町としても繁栄した。
下の町の熊谷地区には、琴浦の氏神である鴻八幡宮が鎮座している。鴻村の名称はこの八幡宮に由来している。
また、明治13年に下の町に「下村紡績所」が設立され、国内紡績企業の先進地域となる。

### 田の口・唐琴

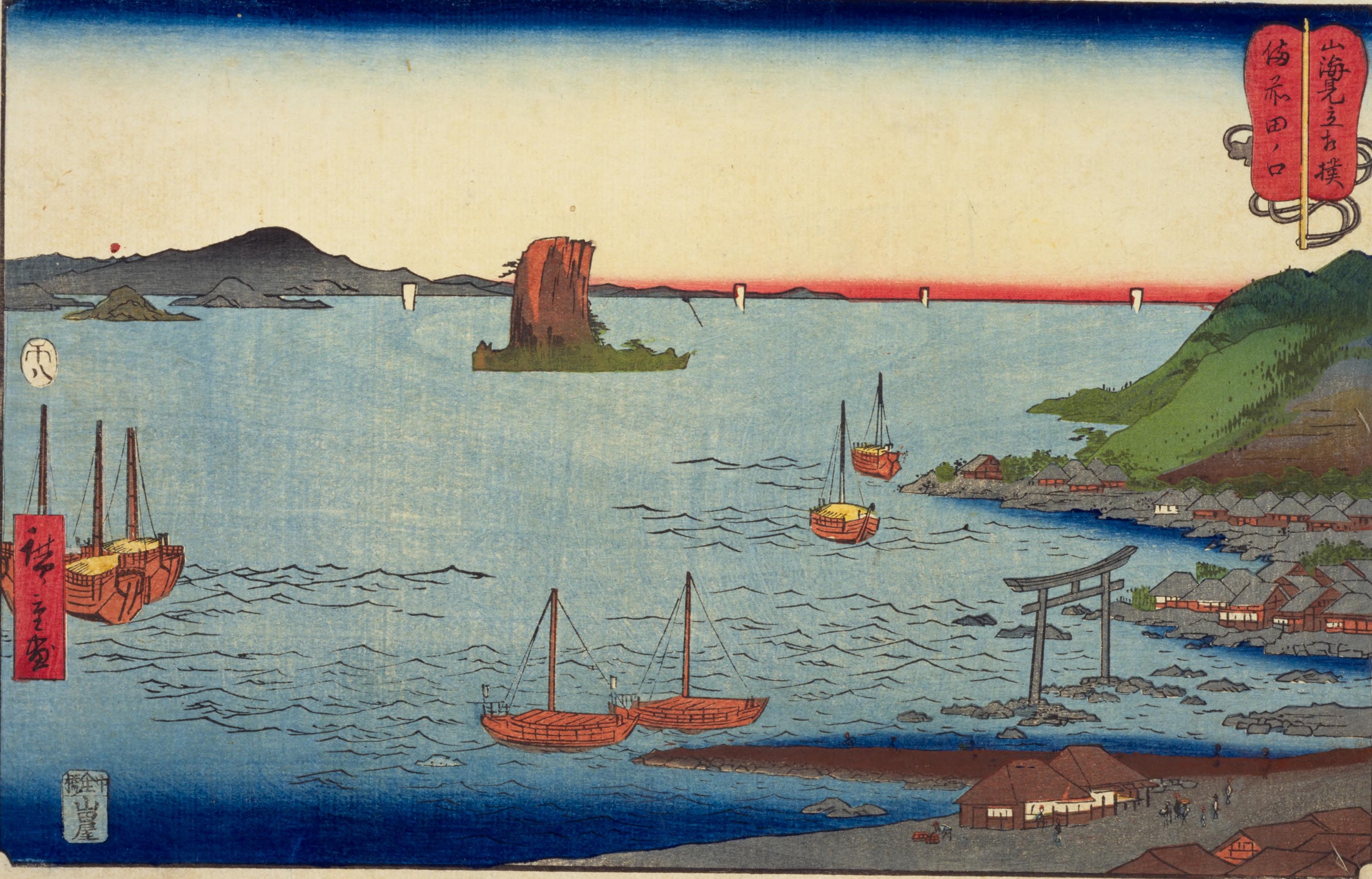
歌川広重『山海見立相撲 備前田ノ口』

琴浦町発足以前は田ノ口村（たのくちそん）だった地区。現在はおおむね倉敷市立琴浦東小学校区となる。
田の口（たのくち）は、仙随山の南麓の瀬戸内海沿岸のあたる。前述の上村・下村同様『吉備温故秘録』に記録がある。
元々は農業主体の大きな集落であったが、同村北部にある由加山が諸国から多くの参詣者が集まり、讃岐国の金刀比羅宮との「両参り」が盛んになると、由加山の南参道口に当たる当村は門前町および発着港として繁栄した。また土産物として真田紐や小倉帯の製造が始まり、地区の産業となった。
明治期になると隣接の下の町とともに織物の産地として発展したが、後に学生服や作業服、またはデニムなどの工場に変わっていった。
なお、田の口の地名は「由加の口」の変形である。
唐琴（からこと）は昭和31年に引網（ひきあみ）から改称した地区で、田の口の東方、王子が岳の西方に位置する瀬戸内海に面した集落である。
古来は港町であったが明治になり田ノ口との合併後、田の口同様に被服関連の工場が立地した。

### 由加・白尾
児島半島中央部の由加山周辺の地区で、琴浦地区北部の山上にある山間集落。由加（ゆが）は、由加山の門前町及び山間の農村からなる。かつては山村（やまむら）とも称した。山村も隣接地の白尾（しらお）も他地区同様『吉備温故秘録』に記載がある。
明治以降はこの地区の行政管轄はめまぐるしく変わっており、児島市発足時に山村は再び由加と称する。
現在は、田の口の白尾地区とともに倉敷市立琴浦北小学校区となっている。

## 人口・世帯数
平成24年9月末現在。
| 町字             | 世帯数 | 男性人口 | 女性人口 | 総人口 | 備考 |
| ---------------- | ------ | -------- | -------- | ------ | ---- |
| - 琴浦 -         |        |          |          |        |      |
| 児島唐琴町       | 15     | 11       | 4        | 15     |      |
| 児島唐琴1丁目    | 209    | 216      | 257      | 473    |      |
| 児島唐琴2丁目    | 129    | 135      | 172      | 307    |      |
| 児島唐琴3丁目    | 379    | 348      | 426      | 774    |      |
| 児島唐琴4丁目    | 251    | 280      | 315      | 595    |      |
| 児島田の口       | 164    | 165      | 194      | 359    |      |
| 児島田の口1丁目  | 121    | 115      | 143      | 258    |      |
| 児島田の口2丁目  | 283    | 329      | 386      | 715    |      |
| 児島田の口3丁目  | 231    | 213      | 271      | 484    |      |
| 児島田の口4丁目  | 433    | 451      | 514      | 965    |      |
| 児島田の口5丁目  | 363    | 370      | 445      | 815    |      |
| 児島田の口6丁目  | 262    | 291      | 349      | 640    |      |
| 児島田の口7丁目  | 394    | 475      | 516      | 991    |      |
| 児島下の町       | 3      | 4        | 2        | 6      |      |
| 児島下の町1丁目  | 212    | 255      | 269      | 524    |      |
| 児島下の町2丁目  | 650    | 750      | 797      | 1547   |      |
| 児島下の町3丁目  | 417    | 480      | 520      | 1000   |      |
| 児島下の町4丁目  | 835    | 1027     | 1121     | 2148   |      |
| 児島下の町5丁目  | 237    | 164      | 258      | 422    |      |
| 児島下の町6丁目  | 455    | 504      | 567      | 1071   |      |
| 児島下の町7丁目  | 267    | 284      | 342      | 626    |      |
| 児島下の町8丁目  | 169    | 157      | 198      | 355    |      |
| 児島下の町9丁目  | 656    | 632      | 785      | 1417   |      |
| 児島下の町10丁目 | 585    | 692      | 821      | 1513   |      |
| 児島上の町       | 43     | 53       | 51       | 104    |      |
| 児島上の町1丁目  | 511    | 597      | 662      | 1259   |      |
| 児島上の町2丁目  | 356    | 459      | 455      | 914    |      |
| 児島上の町3丁目  | 252    | 306      | 343      | 649    |      |
| 児島上の町4丁目  | 356    | 384      | 458      | 842    |      |
| （琴浦 合計）    | 9238   | 10147    | 11641    | 21788  |      |
| - 由加 -         |        |          |          |        |      |
| 児島白尾         | 85     | 106      | 112      | 218    |      |
| 児島由加         | 105    | 124      | 142      | 266    |      |
| （由加 合計）    | 190    | 230      | 254      | 484    |      |
| 総計             | 9428   | 10377    | 11895    | 22272  |      |

## 通信

### 電話番号
琴浦地区を含む児島地域は倉敷MAに属し、市外局番は086。これは倉敷市の他地域に加え都窪郡早島町および岡山市南区の一部（植松・西畦・箕島）と共通となる。

### 郵便番号
全域が児島郵便局（郵便区番号711）の集配担当区域に当たる。
- 児島唐琴町 - 711-0905
- 児島唐琴 - 711-0904
- 児島田の口 - 711-0903
- 児島下の町 - 711-0906
- 児島上の町 - 711-0907
- 児島白尾 - 711-0902
- 児島由加 - 711-0901

## 学区
小学校区
- 倉敷市立琴浦東小学校 - 田の口・唐琴町の全域、白尾の一部、下の町 8・9丁目の各一部。
- 倉敷市立琴浦西小学校 - 上の町および同1-4丁目全域、下の町および同4丁目-7丁目全域、下の町2・3・8・10丁目の各一部。
- 倉敷市立琴浦南小学校 - 下の町1丁目全域、下の町2・3・8・9・10丁目の各一部を除く地域。
- 倉敷市立琴浦北小学校 - 由加、白尾（一部除く）。

中学校区
全域が倉敷市立琴浦中学校区。

## 地勢
河川
- 下村川

山岳
- 由加山
- 仙随山

島嶼
- 竪場島（たてばじま） 田の口・唐琴沖南約2.5kmにある海抜約40m、周囲約1.5kmの島。現在は無人島である。
- 祖父祖母島（じんばじま） 上記竪場島と陸地との間にある2組の岩礁からなる島。

## 特産品・名物
- 繊維加工品
  - 学生服
  - 作業服
  - デニム製品
- あんころ餅 - 由加山門前町の名物

## 主要施設
教育
- 倉敷市立琴浦中学校
- 倉敷市立琴浦北小学校
- 倉敷市立琴浦南小学校
- 倉敷市立琴浦西小学校
- 倉敷市立琴浦東小学校
  - 岡山県立琴浦高等学校 - 現在は児島高等学校と統合し、廃校。
  - 岡山県立南海高等学校 - 現在は児島地区内の数校と統合し、廃校。
- 岡山県立倉敷琴浦高等支援学校

## 名所・旧跡
- 由加山
  - 由加神社本宮
  - 蓮台寺
- 由加温泉
- 鴻八幡宮

## 交通

### 道路
- 国道430号
- 岡山県道268号白尾塩生線
- 岡山県道276号宇野津下之町線

### 鉄道
- 西日本旅客鉄道本四備讃線（瀬戸大橋線）
  - 上の町駅

### 路線バス
- 下電バス

### 港湾
- 児島港琴浦地区[5]